# Wakaresaseya
Wakaresaseya (別れさせ屋? "agenzia di separatori") è un termine con cui si indicano quelle aziende giapponesi specializzate nella separazione tra coppie sposate o fidanzate, spesso coinvolgendo uno dei due membri in un'ulteriore relazione sentimentale con un'altra persona per poter facilitare le pratiche legali.  
Per una certa somma, su chiamata del cliente, un impiegato dell'azienda sotto copertura inizierà a sviluppare una relazione con l'obiettivo.  
Sebbene ad usufruire di questo servizio siano per lo più mariti o mogli stanchi del proprio compagno, non mancano occasioni in cui i richiedenti vogliano umiliare un rivale oppure vendicarsi di qualcuno o addirittura rovinare qualche altra relazione. 
Nel 2005, in Giappone, erano circa quindici le compagnie specializzate, sebbene esse siano in aumento grazie alla popolarità ottenuta attraverso internet.
Chi lavora in questo settore ammette che gli uomini sono gli obiettivi più facili e fragili.
Questo genere di affari ha avuto una ribalta nel 2010 quando una compagnia wakaresaseya è stata denunciata per omicidio colposo: una delle impiegate s'era veramente innamorata di un suo obiettivo e, dopo la rivelazione, questi la volle abbandonare e lei, in preda ad un raptus, uccise l'obiettivo. 